# ميغيل رودريغيز
ميغيل رودريغيز (7 ديسمبر 1996 بجنيف في سويسرا - ) هو لاعب كرة قدم سويسري في مركز الدفاع. لعب مع نادي سيرفيت.

## روابط خارجية
- ميغيل رودريغيز على موقع قاعدة بيانات كرة القدم.إي يو (الإنجليزية)
- ميغيل رودريغيز على موقع Soccerway.com (الإنجليزية)
- ميغيل رودريغيز على موقع عالم كرة القدم.نت (الإنجليزية)